# マペットのメリー・クリスマス
『マペットのメリー・クリスマス』（It's a Very Merry Muppet Christmas Movie）は、2002年のアメリカ合衆国の人形劇テレビ映画。マペットと共にデヴィッド・アークエット、ウーピー・ゴールドバーグ、ジョーン・キューザックとNBCのテレビドラマ『Scrubs〜恋のお騒がせ病棟』からジョン・C・マッギンリーらが出演している。
パペット操作のベテランであるフランク・オズが関与せずに製作された最初の作品。代わりに、エリック・ジェイコブソンが、オズの担当だったフォジー、ミス・ピギー、アニマルを演じた。オズの担当キャラクターのサムはケビン・クラッシュが声を演じ、ジョン・ケネディが操作を担当した。

## ストーリー
クリスマス当日に劇場で盛り上がっていたマペッツだが、うなだれたカーミットとフォジーは仲間たちに謝罪し、外に出たカーミットは雪の中ベンチで何もかもに絶望していた。それをモニターで見て哀れに思った天使のダニエルは、アポイント無しでボスの部屋に行くと出世できなくなるという上司のグレンからの忠告を無視し、ボスにカーミットを救済してもらうため直談判しにいく。そしてダニエルはボスに、カーミットに何があったか時間を巻き戻して確認してもらうことにした。
クリスマス・イヴ公演に備えリハーサルしていたカーミットらマペッツの元に、劇団運営のための借金をしていたビターマン銀行の経営者ビターマンの妻であるレイチェルが現れ、ビターマンが死去したことを伝えた上で、全ての借金を夫が約束した舞台公演後ではなく24日24時までに返済するよう要求してきた。彼女は夫と違い拝金主義で、もし払えなければ劇場を差し押さえると警告し彼女に感化されたペペと共に去っていく。
仲間たちの生活のため劇場を手放すわけにはいかないと、カーミットは給料の支払いを先延ばしにすることを彼らに了承してもらい、公演のチケットの利益で期限までに借金分の金を集め、無事公演を開始する。だがナイトクラブの建設計画を企てていたレイチェルは、確実に劇場を差し押さえようとカーミットに無断で契約書の期限を24時から18時に変更する。公演中、彼女の本性を知って思い直したペペからその報告を受けたカーミットは、フォジーに金の受け渡しを託し、彼はビターマン銀行へ急ぐ。

## キャスト
※括弧内は日本語吹替
- ダニエル - デヴィッド・アークエット（森川智之）
- ダニエルのボス - ウーピー・ゴールドバーグ（小宮和枝）
- レイチェル・ビターマン - ジョーン・キューザック（勝生真沙子）
- ルック・フロマージュ - マシュー・リラード（江原正士）
- グレン - ウィリアム・H・メイシー（水野龍司）
- サンタクロース - デイブ・ワード（英語版）（水野龍司）
- サンタクロースの代理人 - ジュリア・アルコス（大野エリ）
- ナンシー・ナット - シャンタル・ストランド（英語版）（渡辺真砂子）
- ニッキー・ナット - ロビン・モスリー（北村弘一）
- レイチェル・ビターマンの受付係 - コリン・フー（小形満）

### マペットたち
- カーミット - スティーヴ・ホイットマイア（真殿光昭）
- ミス・ピギー - エリック・ジェイコブソン（小形満）
- フォジー - エリック・ジェイコブソン（江原正士）
- アニマル - エリック・ジェイコブソン（水野龍司）
- ゴンゾ - デーヴ・ゲルツ（塩屋浩三）
- スクーター - ブライアン・ヘンソン（落合弘治）
- シェフ - ビル・バレッタ
- ペペ - ビル・バレッタ（高木渉）
- ジョニー・フィアマ - ビル・バレッタ（大塚芳忠）
- サル・ミネラ - ブライアン・ヘンソン（高木渉）
- ロルフ - ビル・バレッタ（落合弘治）
- ブンゼン - デーヴ・ゲルツ（江原正士）
- ビーカー - スティーヴ・ホイットマイヤ（小形満）
- ジャニス - ブライアン・ヘンソン（石野竜三）
- ロビン - 声：ジェリー・ネルソン、操演：ドリュー・マジー（英語版）（石野竜三）
- サム - 声：ケビン・クラッシュ、操演：ジョン・ケネディ（水野龍司）
- ドクター・ティース - ジョン・ケネディ（水野龍司）
- リゾ - スティーヴ・ホイットマイヤ（石野竜三）
- ハワード・タブマン - ビル・バレッタ（塩屋浩三）
- ボーボー - ビル・バレッタ（塩屋浩三）
- スタトラー - 声：ジェリー・ネルソン、操演：スティーヴ・ホイットマイヤ（西川幾雄）
- ウォルドーフ - デーヴ・ゲルツ（北村弘一）
- ルー・ジーランド - ビル・バレッタ（大川透）
- スウィータム - ジョン・ヘンソン（水野龍司）
- ジョー・スノウ - 声：メル・ブルックス、操演：アラン・トラウトマン（英語版）（西川幾雄）
- ヨーダ - エリック・ジェイコブソン（落合弘治）

### カメオ出演
- 本人 - カーソン・デイリー（落合弘治）
- 本人 - ケリー・リパ（本名陽子）
- 本人 - ジョー・ローガン（大塚芳忠）
- 本人 - モリー・シャノン（竹内順子）
- トライ・アンフ - 声：ロバート・スミゲル（落合弘治）
- ジョン・"J.D."・ドリアン - ザック・ブラフ（森川智之）
- エリオット・リード - サラ・チョーク（田中理恵）
- 用務員 - ニール・フリン（水野龍司）
- ペリー・コックス - ジョン・C・マッギンリー（大塚芳忠）
- カーラ・エスピノサ - ジュディ・レイエス（ゆかな）

## スタッフ
- 監督 - カーク・サッチャー（英語版）
- 脚本 - トム・マーティン、ジム・ルイス（英語版）
- 製作 - マーティン・G・ベイカー、ウォーレン・カー
- 製作総指揮 - ジュリエット・ブレイク（英語版）、ブライアン・ヘンソン
- 撮影監督 - トニー・ウェストマン
- プロダクションデザイナー - マイケル・S・ボルトン
- 編集 - グレッグ・フェザーマン
- 音楽 - マーク・ワターズ（英語版）
- 衣裳デザイン - ポーリー・スミス

日本語版スタッフ
- 字幕翻訳 - 神代知子
- 吹替翻訳 - 野口尊子
- 吹替演出 - 佐々木由香[2]